# قائمة الاختراعات والاكتشافات النمساوية
الاختراعات والاكتشافات النمساوية هي أشياء أو عمليات أو تقنيات اخترعها أو اكتشفها جزئيًا أو كليًا من قبل شخص ولد في النمسا. في بعض الحالات، يتم تحديد النمساوي من خلال حقيقة أنهم ولدوا في النمسا، من أشخاص غير نمساويين يعملون في البلاد. غالبًا ما تسمى الأشياء المكتشفة لأول مرة «اختراعات», وفي كثير من الحالات، لا يوجد خط واضح بين الاثنين.
فيما يلي قائمة بالاختراعات أو الاكتشافات التي يُعتقد عمومًا أنها نمساوية:

## علم الفلك
- الأشعة الكونية, اكتشفها فيكتور فرانسيس هيس (جائزة نوبل)

## الكيمياء
- البطارية القلوية, كارل كورديش المخترع المشارك بالاشتراك (مع الكندي لويس أوري)
- دورة كوري, لكارل كوري وجرتي كوري
- سومان لريتشارد كون (جائزة نوبل) ، يعمل على الكاروتينات والفيتامينات

## الأطباق
- كايزرشمارن
- موزارتكوغل
- زاخا من قبل فرانز ساخا
- الزلابية السالزبورغية

## الجيولوجيا
- القارة غندوانا بواسطة إدوارد سوس
- بحر تيثس بواسطة إدوارد سوس

## تكنولوجيا
- الذاكرة الطبلية من قبل غوستاف توشيك
- لوحة دارات مطبوعة من قبل بول ايسلر

## وسائل الإعلام والسينما والتلفزيون
- السلو الموشين من قبل أغسطس مسجر

## الأدوية
- تم اكتشاف فصائل الدم الرئيسية بواسطة كارل لاندشتاينر (جائزة نوبل) بالاشتراك مع ألكسندر فينر
- التحليل النفسي لسيغموند فرويد
- نظام الزمرة الدموية الريسوسية بواسطة كارل لاندشتاينر
- فيروس شلل الأطفال. اكتشفه كارل لاندشتاينر (مع كونستانتين ليفاديتي وإرفين بوبر)
- تطهير اليدين / غسل اليدين بواسطة أجناتس سيملفيس

## الفيزياء
- نظرية الكثافة الوظيفية من قبل والتر كون
- معادلة شرودنغر بواسطة إرفين شرودنغر
- مبدأ استبعاد باولي بواسطة فولفغانغ باولي

## ألعاب الأطفال
- كرة الثلج بواسطة اروين بيرزي[1]

## وسائل النقل
- محرك احتراق داخلي من قبل سيغفريد ماركوس
- عنفة كابلان من قبل فكتور كابلان

## متنوع
- ذي تورك آلة لعب الشطرنج وآلة فولفغانغ فون كيمبلين للتحدث من تأليف وولفغانغ فون كيمبلن

## اقرأ أيضاً
العلم في أوروبا في العصور الوسطى